# Diecezja Bokungu-Ikela
Diecezja Bokungu-Ikela (łac. Diœcesis Bokunguensis-Ikelænsis) – diecezja rzymskokatolicka w Demokratycznej Republice Konga. Powstała w 1961 jako diecezja Ikela. Pod obecną nazwą od 1967.

## Główne świątynie
- Katedra: Katedra Matki Bożej Królowej Afryki w Bokungu

## Biskupi diecezjalni
- Joseph Weigl MSC (1961–1982)
- Joseph Kumuondala (1982–1991)
- Joseph Mokobe (1993–2001)
- Fridolin Ambongo OFMCap. (2004–2016)
- Toussaint Iluku Bolumbu MSC (od 2019)